# 오본
오본(일본어: お盆)은 양력 8월 15일에 기념하는 조상의 영을 기리는 일본의 명절이다. 메이지 유신 전 음력을 사용했을 때에는 음력 7월 15일에 기념하였지만, 음력을 완전히 폐지하고 양력을 사용하는 현대 일본 사회에서는 양력 8월 15일을 전후로 명절을 기념한다. 다만 오본절은 일본의 달력에서 공휴일로 표시되지 않는데, 이는 이 명절이 법정공휴일로 지정되지 않았기 때문이다. 따라서 이 기간 관공서들은 업무를 보지만, 대부분 기업이나 관공서 부처에서는 오봉야스미(お盆休み)라 하여 직원들에게 명절 휴가를 준다. 현재는 오본 명절의 종교적 색채가 많이 옅어졌다. 오본절의 기원은 일본의 명원래 불교행사였던 우라본(盂蘭盆)이 신토와 결합하여 탄생한 것으로 추측되고 있다.

## 날짜
원래 음력 7월 15일에 지내는 행사인데, 1873년 1월 1일 양력 도입 이후는 양력 8월 15일을 중심으로 치른다.

## 유래
오봉사는 우라본(일본어: 盂蘭盆)으로, 인도에서 시작되어 중국을 거쳐 일본에 전해졌다. 오본은 불교 우란분회에서 나온 말로, 아귀도에 떨어져 고통을 받고 있는 부처의 제자인 목련존자가 어머니를 구해내기 위해 승려들에게 음식을 공양했다는 이야기로 일본 아스카 시대에 전해졌다. 8월 13일부터 15일, 16일까지 부처와 승려에게 음식을 올리고 공양하며, 특히 선조의 영을 공양한다.
657년 7월 14일 아스카지 서쪽에 수미산 모양을 만들고 우라본에(일본어: 盂蘭盆会)를 처음으로 열었다. 원래 일본 민간에 전해오던 7월의 조령을 모시는 행사가 우라본에와 합쳐진 것이 오본행사로, 사자의 영을 위로하고 진혼하는 행사에 불교의 구제 사상과 신도적인 정령신앙이 겹쳐 생성된 행사이다.

## 명절쇠기
일본인은 오본절을 설날 다음가는 큰 명절로 여기며, 설날과 마찬가지로 오쥬겐(일본어: お中元)이라는 선물을 주고 받는다. 정령맞이(일본어: 精靈迎之)라고 해서 집이나 절의 대문 앞에 무가에비(일본어: 迎之火)를 피워놓고 조상의 영혼을 맞이하여 집안에 모시고, 불단 앞이나 바깥에 임시 제단인 본다나(일본어: 盆棚)를 만들고 불단에서 가져온 위패를 과일, 야채 등 계절음식과 오본 떡인 보타모찌(일본어: 牡丹餅)를 올린다. 아침 점심 저녁 하루 3차례 밥과 정화수를 올린다. 등롱불을 보고 조상의 영혼이 연기를 타고 집으로 찾아와 소에 짐을 싣고 말을 타고 들어올 수 있도록, 짚으로 만든 말과 소 인형을 집 안쪽으로 향하도록 하여 매달아 두거나 세워둔다.
8월 14일에는 조상의 영혼을 집안에 모셔두고, 승려가 독경을 한다. 초상을 치른지 얼마 되지 않는 집에서는 고등롱으로 장식하고 친한 사람들과 음식을 나누어 먹는다. 15일이나 16일에는 밤에 다시 저승으로 돌아가는 조상의 영혼을 위해 오쿠리비(일본어: 送り火)를 집 앞에 피워놓고 배웅한다. 이때 본다나에 올려졌던 야채나 과일은 강이나 바다에 떠내려 보낸다.

## 본오도리
오본 기간 중에는 전국에서 선조의 영혼을 위로하고 대접하기 위하여, 마을 사람들이 한 자리에 모여 유카타를 입고 야구라를 중심으로 춤을 추는 본오도리가 열린다.

## 같이 보기
- 백중날
- 본오도리